# Porcincola
Porcincola es un género de bacterias grampositivas de la familia Lachnospiraceae. Actualmente (2023) sólo contiene una especie: Porcincola intestinalis. Fue descrito en el año 2021. Su etimología hace referencia a cerdo. El nombre de la especie hace referencia a intestino. Es anaerobia estricta, inmóvil, en forma de cocobacilo y suele crecer en pares, pudiendo formar cadenas. Tiene un contenido de G+C de 52%. Se ha aislado de heces de cerdo en Alemania.